# Ana Roman
Ana Roman (* 13. November 1975 in Zărnești) ist eine ehemalige rumänische Biathletin.
Ana Roman lebt in Brașov. Sie begann ihre internationale Karriere zu Beginn der Saison 1993/94, als sie in Bad Gastein ihre ersten Rennen im Weltcup bestritt und 76. im Einzel und 90. eines Sprints wurde. Im Verlauf ihrer Karriere erreichte sie im Weltcup nie die Punkteränge in Einzelrennen. Erste internationale Meisterschaften und zugleich Höhepunkt der Karriere wurden für die zu dem Zeitpunkt gerade einmal 18-jährige im weiteren Jahresverlauf die Olympischen Winterspiele 1994 in Lillehammer. Roman kam hier an der Seite von Adina Țuțulan-Șotropa, Mihaela Cârstoi und Ileana Ianoșiu-Hangan im Staffelrennen zum Einsatz und wurde 16. Ihr bestes internationales Ergebnis erreichte sie bei den Weltmeisterschaften 1996 in Ruhpolding als 37. im Einzel, im Sprint belegte die Rumänin Rang 67. Im letzten Weltcuprennen vor der WM wurde sie in Osrblie 38. bei einem Weltcup-Sprint. Ein Jahr später wurde Roman in Osrblie 77. des Einzels und 74. des Sprints. Nach der WM beendete sie ihre aktive Karriere.

## Biathlon-Weltcup-Platzierungen
Die Tabelle zeigt alle Platzierungen (je nach Austragungsjahr einschließlich Olympische Spiele und Weltmeisterschaften).
- 1.–3. Platz: Anzahl der Podiumsplatzierungen
- Top 10: Anzahl der Platzierungen unter den ersten zehn (einschließlich Podium)
- Punkteränge: Anzahl der Platzierungen innerhalb der Punkteränge (einschließlich Podium und Top 10)
- Starts: Anzahl gelaufener Rennen in der jeweiligen Disziplin
- Staffel: inklusive Mixed-Staffel

| Platzierung                                                                                               | Einzel | Sprint | Verfolgung | Massenstart | Team | Staffel | Gesamt |
| --- | ------ | ------ | ---------- | ----------- | ---- | ------- | ------ |
| 1. Platz                                                                                                  |        |        |            |             |      |         |        |
| 2. Platz                                                                                                  |        |        |            |             |      |         |        |
| 3. Platz                                                                                                  |        |        |            |             |      |         |        |
| Top 10 |        |        |            |             |      |         |        |
| Punkteränge                                                                                               |        |        |            |             | 1    | 1       | 2      |
| Starts | 7      | 6      |            |             | 1    | 1       | 15     |
| Stand: Karriereende, Einschließlich Olympischer Spiele und Weltmeisterschaften, Daten wohl nicht komplett |        |        |            |             |      |         |        |